# Ty-ar-C'huré
Ty-ar-C'huré (la maison du curé en breton) est un site archéologique situé sur la commune de Crozon, dans le département du Finistère, en Bretagne. Il pourrait s'agir d'un système d'enclos et de talus de protection d'un habitat daté de l'Âge du bronze final ou du premier âge du fer.

## Historique
Le site est mentionné pour la première fois en 1835 par de Fréminville, qui le nomme « sanctuaire druidique de Kercolleoc'h » : « le principal de ces alignements a onze cents pieds d'étendue vers l'ouest ; il forme un angle obtus et aboutit à une enceinte trapézoïforme ayant une avenue de pierres. Tout à côté, et hors du rang, est une autre enceinte carrée, formée d'un double rang de pierres plantées, très serrées les unes contre les autres, et assez serrées. Cette enceinte, la seule que nous connaissons à double rang, porte dans la contrée le nom vulgaire de Maison du Curé ». À sa suite, Jean-Baptiste Ogée et Vallin reprennent sa description du site sans la modifier. Le site est classé au titre des monuments historiques par la liste de 1862.

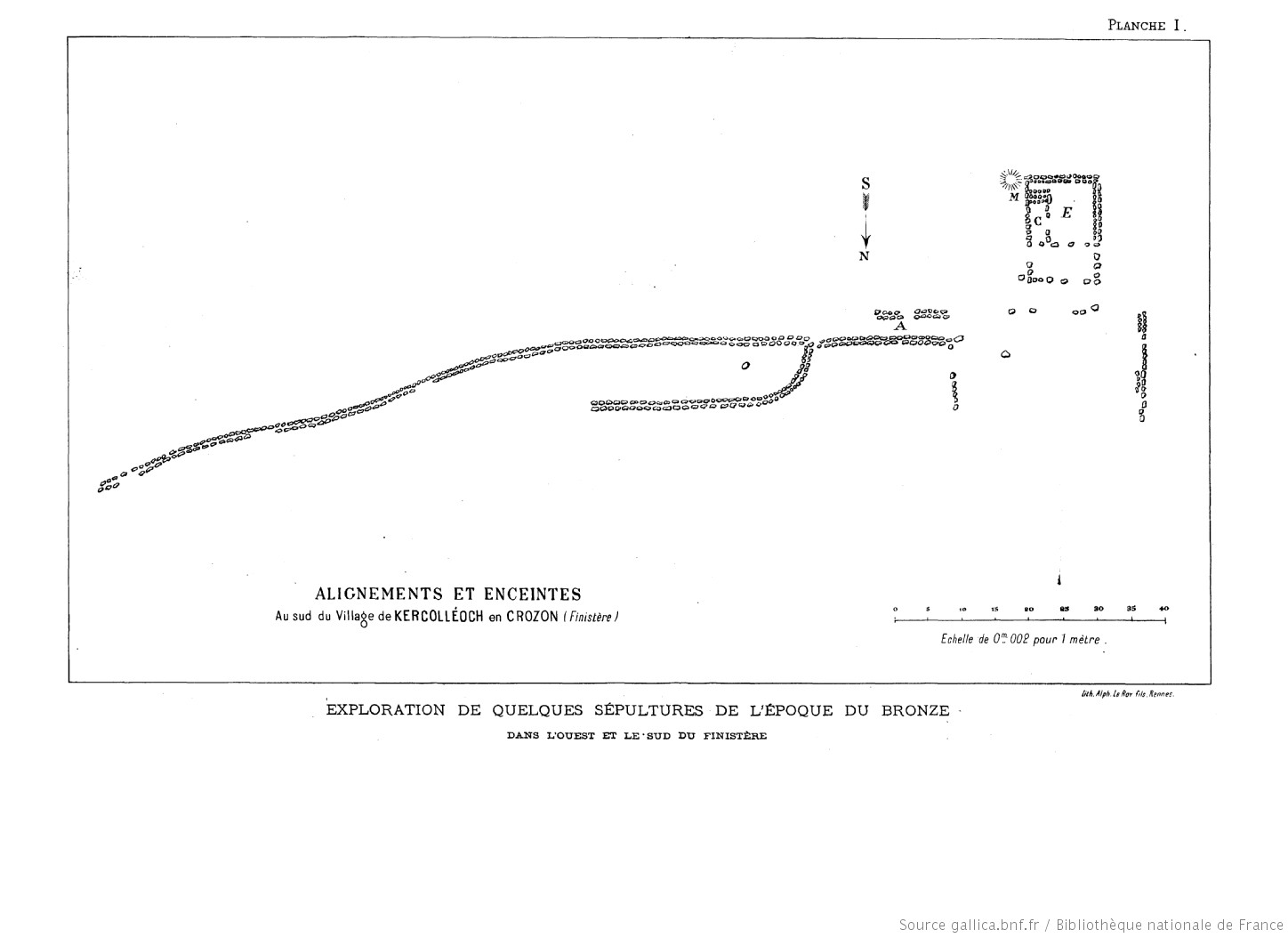
Plan du site selon Paul du Châtellier

En 1876, René-François Le Men y voit « une forteresse (celtique ?) de construction cyclopéenne extrêmement remarquable » et signale qu'il est urgent d'en relever le plan car sur son côté ouest le site est déjà endommagé par des prélèvements de pierres destinées à la confection de clôtures.
En 1883, Paul du Châtellier reprend en partie la description de Fréminville et dresse un plan du site. En 1907, du Châtellier indique avoir acheté ce monument pour le préserver de la destruction (le site a déjà été amputé sur 100 m de longueur depuis sa première description) mais, dans l'incapacité de le faire surveiller, pour éviter sa dégradation, il a été obligé de le céder à l'État en février 1897. En août 1983, lors d'un incendie, plusieurs blocs sont renversés par l'intervention des pompiers. En 2008, l'État cède le site à la commune de Crozon.

## Description
Le site demeure énigmatique car il n'a jamais été fouillé officiellement et aucun matériel archéologique associé n'est connu. Selon Pierre-Roland Giot, il pourrait s'agir d'un système d'enclos et de talus de protection d'un habitat daté de l'Âge du bronze final ou du premier âge du fer.